# Wasserpotential
Das Wasserpotential ist ein Begriff, der in der Pflanzenphysiologie verwendet wird, um die Verfügbarkeit von Wasser in einem System (z. B. Pflanzengewebe, Boden oder Luft) zu charakterisieren. Er wird zur Beschreibung der Wasseraufnahme und des Wassertransports in Pflanzen verwendet und mit {\displaystyle \psi } oder  {\displaystyle \Psi } (griechischer Buchstabe Psi) bezeichnet. Differenzen bzw. Gradienten des Wasserpotentials treiben den Wassertransport an, wobei das Wasser vom Ort mit dem höheren zum Ort mit dem niedrigeren Potential fließt (z. B. Boden – Wurzel, Blatt – Luft).
Aus physikalischer Sicht ist das Wasserpotential das chemische Potential des Wassers, skaliert auf Einheiten des Drucks. Es ist ein Maß für die Arbeit, die geleistet werden muss, um (bei konstantem Druck und konstanter Temperatur) ein Einheitsvolumen Wasser aus einem Referenzzustand dem System zuzuführen. Da Wasserpotentiale in der Natur in der Regel negative Werte annehmen, hat das höhere Potential (im Sinne der größeren Zahl inkl. Vorzeichen) den kleineren Zahlenwert, und umgekehrt. So wird zum Beispiel Wasser von einer Stelle mit einem Wasserpotential von {\displaystyle 0\,\mathrm {MPa} } (völlig gesättigt) zu einer anderen Stelle mit einem Wasserpotential von {\displaystyle -0{,}5\,\mathrm {MPa} } fließen.
In älterer Literatur wird gelegentlich der Begriff Saugkraft als Triebkraft für den Wassertransport in Pflanzen verwendet. Dieser Begriff ist weniger präzise, nicht einheitlich definiert und verhält sich anschaulich gesprochen umgekehrt zum Wasserpotential: Je niedriger das Wasserpotential, desto höher die Saugkraft und umgekehrt. Ein verwandtes Konzept ist das Hydraulische Potential in der Bodenkunde. Im Unterschied zum Wasserpotential werden dabei osmotische Effekte außer Acht gelassen, sodass es sich zur Beschreibung von Transportprozessen, bei denen gelöste Stoffe ungehindert mit dem Wasser transportiert werden (z. B. Versickerung), eignet.

## Definition
Das Wasserpotential wird über das chemische Potential {\displaystyle \mu } von Wasser definiert:
{\displaystyle \psi :={\frac {\mu -\mu _{0}}{\bar {V}}}}.
Hierbei ist {\displaystyle \mu _{0}} das chemische Potential in einem Standardzustand, üblicherweise reines Wasser bei Atmosphärendruck auf einer festgelegten Referenzhöhe, und {\displaystyle {\bar {V}}\approx 18\,\mathrm {cm^{3}\,mol^{-1}} } das Molvolumen von reinem flüssigem Wasser. Die Größenart des Wasserpotentials ist damit die Energie pro Volumen, was gleichbedeutend mit Druck ist. Als Maßeinheit wird meist Megapascal ({\displaystyle \mathrm {MPa} }) verwendet.

## Zerlegung in Teilpotentiale

### Wasserpotential in der flüssigen Phase

Wasserspannungskurven für Sand (Ss), Schluff (Uu), schluffigen Lehm (Lu) und Ton (Tt). Dargestellt ist der Betrag des Matrixpotentials (logarithmisch) in Abhängigkeit vom Volumenanteil an Wasser im Boden.

Das Wasserpotential {\displaystyle \psi } wird häufig in eine Summe von Teilpotentialen zerlegt, welche unterschiedliche physikalische Effekte beschreiben. In der flüssigen Phase (bzw. in mit wässriger Lösung gefüllten porösen Medien) gilt dabei:
{\displaystyle \psi =\psi _{\text{s}}+\psi _{\text{p}}+\psi _{\text{m}}+\psi _{\text{g}}}
mit dem Osmotischen Potential {\displaystyle \psi _{\text{s}}}, dem Druckpotential {\displaystyle \psi _{\text{p}}}, dem Matrixpotential {\displaystyle \psi _{\text{m}}} und dem Gravitationspotential {\displaystyle \psi _{\text{g}}}.
Das Osmotische Potential {\displaystyle \psi _{\text{s}}} (auch: Lösungspotential) ist von der Stoffmengenkonzentration gelöster Stoffe, insbesondere Salzen, abhängig. Es ist gleich dem Negativen des osmotischen Drucks {\displaystyle \Pi }, d. h. {\displaystyle \psi _{\text{s}}=-\Pi }. In hinreichend verdünnten Lösungen gilt das Van-’t-Hoff’sche Gesetz:
{\displaystyle \psi _{\text{s}}=-\Pi =-c\,R\,T\;,}
wobei {\displaystyle c} die Gesamtkonzentration der gelösten Stoffe, {\displaystyle R\approx 8{,}314\,\mathrm {J\,mol^{-1}\,K^{-1}} } die universelle Gaskonstante und {\displaystyle T} die absolute Temperatur ist. Das osmotische Potential ist bei verdünnten Lösungen eine kolligative Eigenschaft. In Böden in Trockengebieten und in den Marschen kann das osmotische Potential besonders ausgeprägt negativ sein.
Das Druckpotential {\displaystyle \psi _{\text{p}}=p-p_{0}} berücksichtigt den Effekt des Drucks {\displaystyle p} innerhalb des beobachteten Systems. Als Referenzdruck {\displaystyle p_{0}} wird meist der Atmosphärendruck ({\displaystyle \approx 0{,}10\,\mathrm {MPa} }) verwendet. Dieser Term ist wegen des Turgors vor allem im Protoplast bzw. Symplast von Pflanzenzellen relevant. Negative Werte treten beispielsweise im Xylem auf. Der hydrostatische Druck spielt in der Bodenkunde unterhalb der Grundwasseroberfläche eine Rolle.
Das Matrixpotential {\displaystyle \psi _{\text{m}}} (auch: Kapillarpotential) umfasst alle Oberflächeneffekte, mit denen Wasser von einem porösen Medium (Boden oder Zellwand bzw. Apoplast) festgehalten wird, sowie kolloidale Effekte. Das Matrixpotential ist umso stärker negativ, je feiner die Poren sind (im Boden: je feinkörniger er strukturiert ist). Wenn die Poren langsam austrocknen, steigt der Betrag des Matrixpotentials an, bis nur noch das nicht mobilisierbare Totwasser in den feinsten Poren vorhanden ist. In der Bodenkunde entspricht das Matrixpotential der Bodenwasserspannung {\displaystyle \tau } mit umgekehrtem Vorzeichen: {\displaystyle \psi _{\text{m}}=-\tau }. Der Zusammenhang zwischen Matrixpotential und relativem Wassergehalt {\displaystyle \theta } im Boden wird als Wasserspannungskurve dargestellt und häufig durch die Van-Genuchten-Gleichung empirisch beschrieben:
{\displaystyle \theta =\theta _{r}+{\frac {\theta _{s}-\theta _{r}}{\left(1+\left(\alpha \,{\frac {\left|\Psi _{\mathrm {m} }\right|}{\mathrm {hPa} }}\right)^{n}\right)^{m}}}\;,}
wobei {\displaystyle \theta _{r}}, {\displaystyle \theta _{s}}, {\displaystyle \alpha }, {\displaystyle n} und {\displaystyle m} empirisch zu bestimmende Parameter sind.
Das Gravitationspotential {\displaystyle \psi _{\text{g}}} beschreibt den Einfluss der Lageenergie auf das Wasser. Mit der Dichte flüssigen Wassers {\displaystyle \rho _{\mathrm {H_{2}O} }\approx 998\,\mathrm {kg\,m^{-3}} }, der Erdbeschleunigung {\displaystyle g\approx 9{,}81\,\mathrm {m\,s^{-2}} } und der Höhe {\displaystyle h} relativ zum Referenzzustand gilt {\displaystyle \psi _{\text{g}}=\rho _{\mathrm {H_{2}O} }\,g\,h}. Das Gravitationspotential ist dann relevant, wenn Wasser über große Höhen (mehrere Meter) transportiert wird, beispielsweise in Bäumen.
Eingesetzt ergibt sich:
{\displaystyle \psi =-\Pi +\left(p-p_{0}\right)-\tau +\rho _{\mathrm {H_{2}O} }\,g\,h\;.}

### Wasserpotential in der Gasphase
Für das Wasserpotential in der Gasphase, insbesondere also in Luft, gilt:
{\displaystyle \psi ={\frac {R\,T}{\bar {V}}}\,\ln \left({\frac {p_{\mathrm {H_{2}O} }}{p_{\mathrm {H_{2}O} }^{0}}}\right)\;.}
Dabei ist wieder {\displaystyle R\approx 8{,}314\,\mathrm {J\,mol^{-1}\,K^{-1}} } die universelle Gaskonstante, {\displaystyle T} die absolute Temperatur und {\displaystyle {\bar {V}}} das Molvolumen von flüssigem Wasser; {\displaystyle p_{\mathrm {H_{2}O} }} ist der Partialdruck des Wasserdampfs und {\displaystyle p_{\mathrm {H_{2}O} }^{0}} der Sättigungsdampfdruck von Wasser bei der gegebenen Temperatur. Da der Quotient {\displaystyle p_{\mathrm {H_{2}O} }/p_{\mathrm {H_{2}O} }^{0}} gleich der relativen Luftfeuchtigkeit {\displaystyle \varphi } ist, lässt sich dies auch schreiben als:
{\displaystyle \psi ={\frac {R\,T}{\bar {V}}}\,\ln \left(\varphi \right)\;.}

## Typische Werte
Reines Wasser auf Referenzhöhe und bei Atmosphärendruck besitzt definitionsgemäß das Wasserpotential {\displaystyle 0\,\mathrm {MPa} }. Gut bewässerte, salzarme Böden haben leicht negatives Wasserpotential von etwa {\displaystyle -0{,}1\,\mathrm {MPa} }. Am permanenten Welkepunkt hat ein Boden ein Wasserpotential im Bereich {\displaystyle -2{,}0\,\mathrm {MPa} } bis {\displaystyle -1{,}5\,\mathrm {MPa} }. Im gut bewässerten Zustand herrscht in Wurzeln ein Wasserpotential von {\displaystyle -0{,}4\,\mathrm {MPa} } bis {\displaystyle -0{,}2\,\mathrm {MPa} }. In Blättern von krautigen Pflanzen liegt das Wasserpotential normalerweise zwischen {\displaystyle -1{,}0\,\mathrm {MPa} } und {\displaystyle -0{,}2\,\mathrm {MPa} }, bei Bäumen und Sträuchern können die Werte stärker negativ ausfallen, bis etwa {\displaystyle -2{,}5\,\mathrm {MPa} }. In Blättern von Pflanzen, die an stark arides Klima angepasst sind, sind sogar Werte unter {\displaystyle -10\,\mathrm {MPa} } möglich. Die Umgebungsluft hat bei {\displaystyle 20\,\mathrm {^{\circ }C} } und einer Luftfeuchtigkeit von {\displaystyle 50\,\mathrm {\%} } gemäß obiger Formel für die Gasphase ein Wasserpotential von {\displaystyle -94\,\mathrm {MPa} }. Meerwasser hat aufgrund der osmotischen Effekte der gelösten Salze ein Wasserpotential von etwa {\displaystyle -2\,\mathrm {MPa} }.

## Wasserfluss durch eine Membran
Die Wasserpotentialdifferenz stellt die Triebkraft für den Wasserfluss durch eine ideale, d. h. für gelöste Stoffe vollkommen undurchlässige Membran (oder sonstige Grenzfläche) dar. Die Fließgeschwindigkeit bzw. volumetrische Wasserflussdichte {\displaystyle J_{v}} (in {\displaystyle \mathrm {m\,s^{-1}} =\mathrm {m^{3}\,m^{-2}\,s^{-1}} }) lässt sich in diesem Fall ausdrücken als
{\displaystyle J_{v}=Lp\,\Delta \psi \;,}
wobei {\displaystyle \Delta \psi } die Differenz der Wasserpotentiale zwischen den beiden Seiten der Membran und {\displaystyle Lp} die hydraulische Leitfähigkeit (in {\displaystyle \mathrm {m\,s^{-1}\,MPa^{-1}} }) ist. Für die gute Wasserleitfähigkeit vieler Biomembranen sind Aquaporine in entscheidender Weise verantwortlich.
Für reale Membranen, die für gelöste Stoffe teilweise durchlässig sind, verringert sich der Beitrag des osmotischen Potentials zum Wassertransport. Man kann die Fähigkeit einer Membran oder Grenzfläche, gelöste Stoffe zurückzuhalten, in einem Reflexionskoeffizienten {\displaystyle \sigma } (mit {\displaystyle 0\leq \sigma \leq 1}) zusammenfassen und erhält
{\displaystyle {\begin{aligned}J_{v}&=Lp\,\left(\Delta \psi -\left(1-\sigma \right)\,\Delta \psi _{\mathrm {s} }\right)\\&=Lp\,\left(\Delta \psi _{\mathrm {h} }+\sigma \,\Delta \psi _{\mathrm {s} }\right)\;,\end{aligned}}}
wobei {\displaystyle \psi _{\mathrm {h} }:=\psi -\psi _{\mathrm {s} }} das hydraulische Potential bezeichnet. Im Grenzfall einer ideal reflektierenden Membran ({\displaystyle \sigma =1}) ergibt sich obige Gleichung mit der Wasserpotentialdifferenz als Triebkraft. Im Grenzfall einer Membran, die gelöste Stoffe ungehindert mit dem Wasser hindurchlässt ({\displaystyle \sigma =0}), ergibt sich die Differenz des hydraulischen Potentials als Triebkraft anstelle der des Wasserpotentials. Der Reflexionskoeffizient ist abhängig von der Art der gelösten Stoffe (Größe, elektrische Ladung, Polarität) sowie von der Art und dem Zustand der Membran.

## Experimentelle Bestimmung

### Messung in Pflanzengeweben
Abhängig von dem zu untersuchenden Pflanzengewebe kommen unterschiedliche Messverfahren zum Einsatz. Meistens werden einzelne Teilpotentiale getrennt gemessen und anschließend die Summe berechnet.
Das Wasserpotential im Xylemsaft eines Blatts (oder Sprosses) kann beispielsweise gemessen werden, indem man dieses in eine sogenannte Scholander-Bombe einspannt. Dies ist eine Kammer, aus der nur der abgetrennte Stiel des Blattes herausragt. Erhöht man den Luftdruck in der Kammer ausgehend vom Atmosphärendruck so weit, bis Xylemsaft an der Schnittfläche auszutreten beginnt, so ist diese Druckdifferenz ein Maß für das zuvor im Xylem herrschende (negative) Druckpotential {\displaystyle \psi _{\mathrm {p} }}. Misst man bei einer weiteren Druckerhöhung das Volumen an austretendem Saft in Abhängigkeit vom Druck, so kann man aus der sich ergebenden Druck-Volumen-Kurve auch das osmotische Potential {\displaystyle \psi _{\mathrm {s} }} ermitteln. Da das Matrixpotential im Xylem keine große Rolle spielt ({\displaystyle \psi _{\text{m}}\approx 0}) und das Gravitationspotential falls nötig leicht aus der Höhe des Blattes berechnet werden kann ({\displaystyle \psi _{\text{g}}=\rho _{\mathrm {H_{2}O} }\,g\,h}), kann man so durch Addition das Wasserpotential {\displaystyle \psi } im Xylem bestimmen.

Funktionsprinzip der Scholander-Bombe
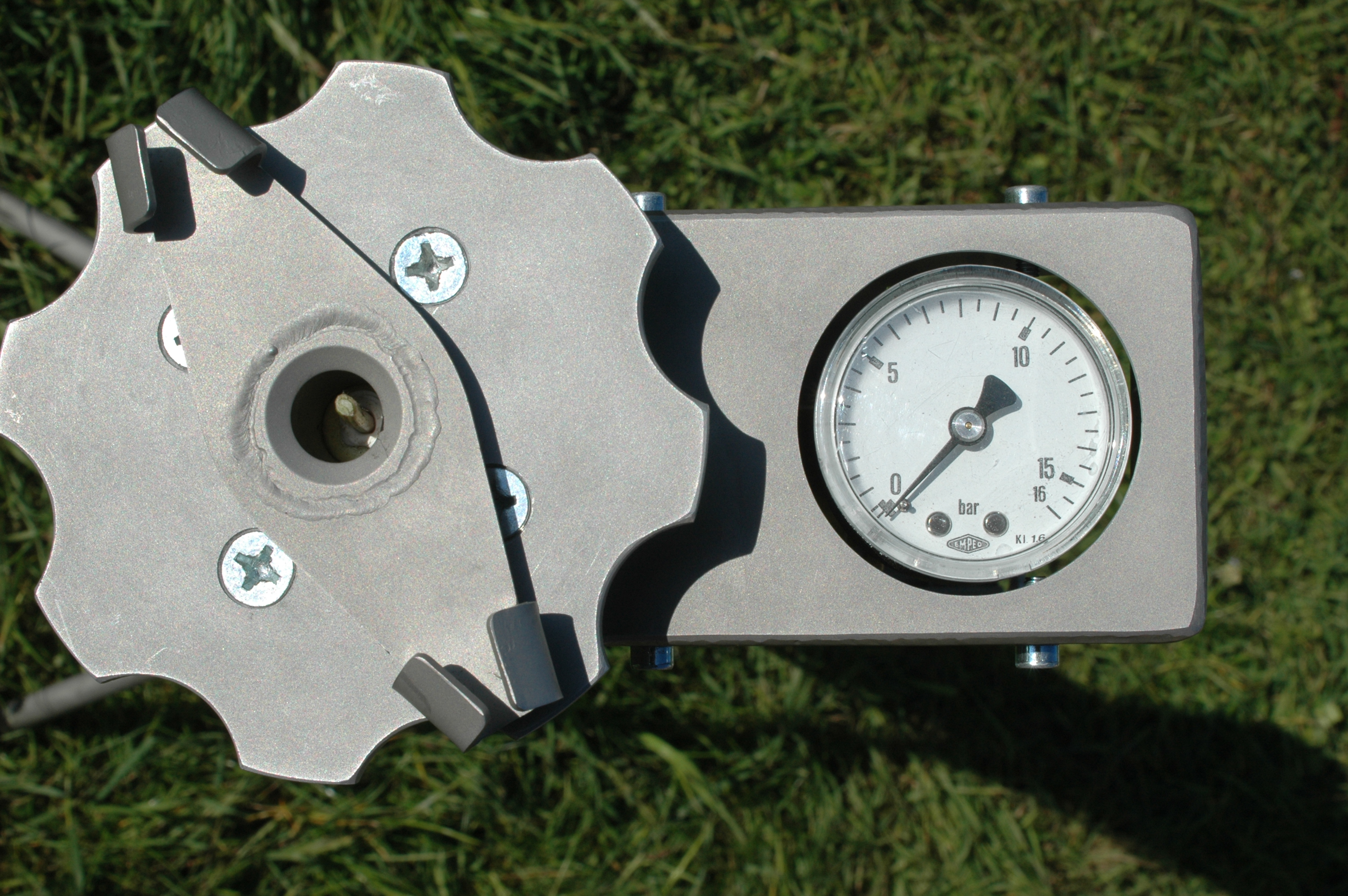
Scholander-Bombe
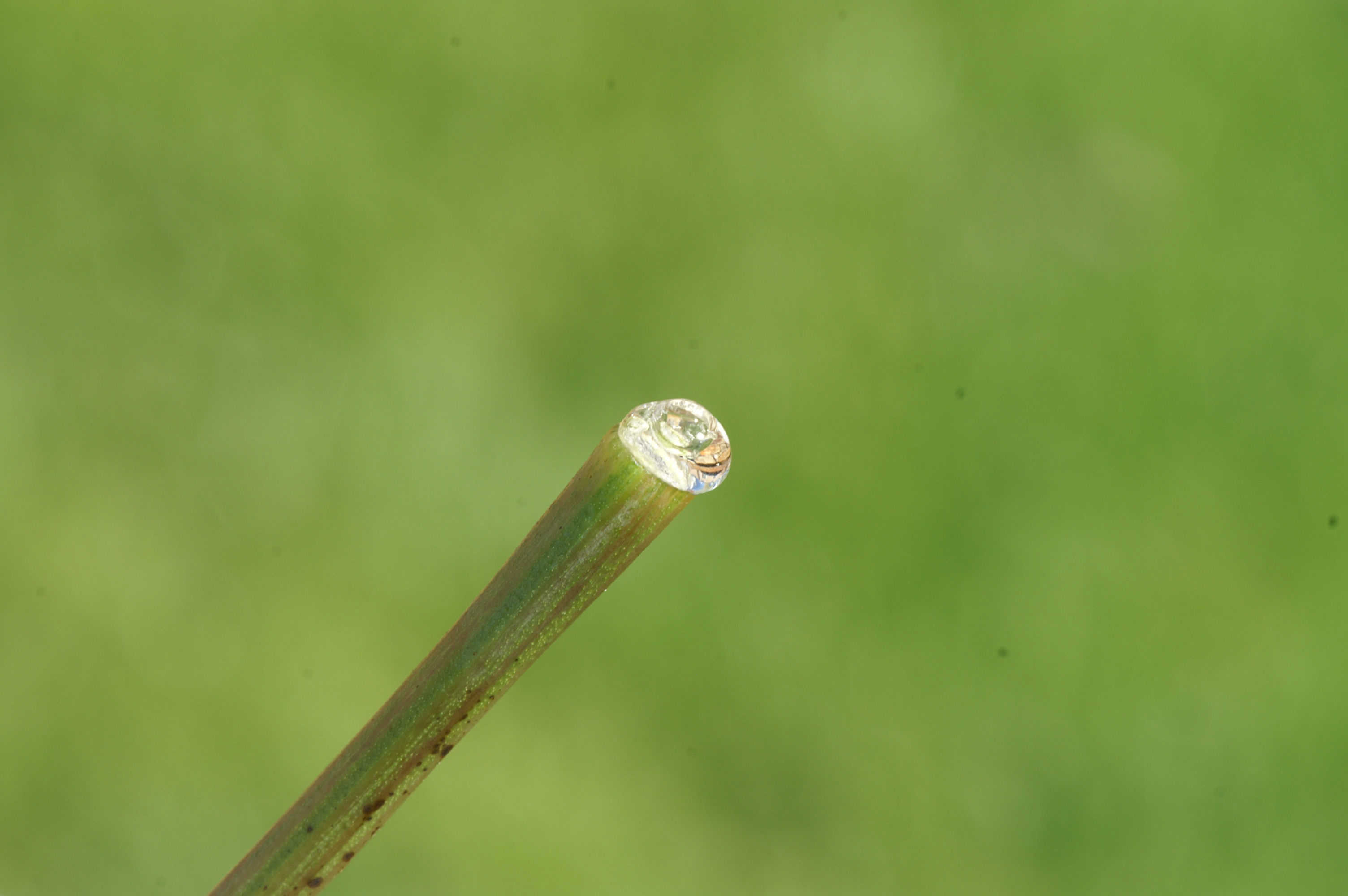
Bei einem bestimmten Druck in der Kammer tritt der Xylemsaft auf der Schnittfläche hervor.

Die hydraulischen Eigenschaften einer einzelnen Zelle lassen sich im sogenannten Höfler-Diagramm darstellen. Dazu wird das Wasserpotential der Zellwand durch tränken in einer Lösung mit bekannten osmotischen Eigenschaften sukzessive variiert und das sich im Gleichgewicht einstellende Zellvolumen gemessen. Zur experimentellen Bestimmung des osmotischen Potentials {\displaystyle \psi _{\mathrm {s} }} kann die Gefrierpunkterniedrigung genutzt werden, da beides kolligative Eigenschaften sind. Daneben kann das Druckpotential {\displaystyle \psi _{\mathrm {p} }} bei manchen Zellen direkt durch Anstechen der Vacuole mit einer Drucksonde gemessen werden.

### Messung im Boden
Das Wasserpotential eines Bodens kann mit Hilfe von Gipsblock-Elektroden direkt gemessen werden. Dabei wird ein Gipsblock in den Boden eingebaut und die elektrische Leitfähigkeit innerhalb des Blocks gemessen:
- Bei hohem Wassergehalt des Bodens (niedriger Betrag des Wasserpotentials) sind viele der Poren des Blocks mit Wasser gefüllt und leiten den Strom besser.
- Bei niedrigem Wassergehalt des Bodens (hoher Betrag des Wasserpotentials, d. h. jedoch stärker negative Zahl) sind wenige der Poren des Blocks mit Wasser gefüllt und leiten den Strom schlechter.

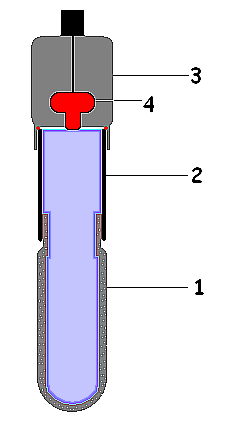
Tensiometer mit (1) poröse Keramikzelle, (2) wassergefülltes Schauglas, (3) Elektronik, (4) Drucksensor

Mit Hilfe eines Tensiometers kann das Matrixpotential bestimmt werden. Dieses entspricht in salzarmen Böden im Wesentlichen dem Wasserpotential, da hier das Osmotische Potential vernachlässigbar ist.

## Historische Entwicklung

### Erforschung des Wassertransports in Pflanzen

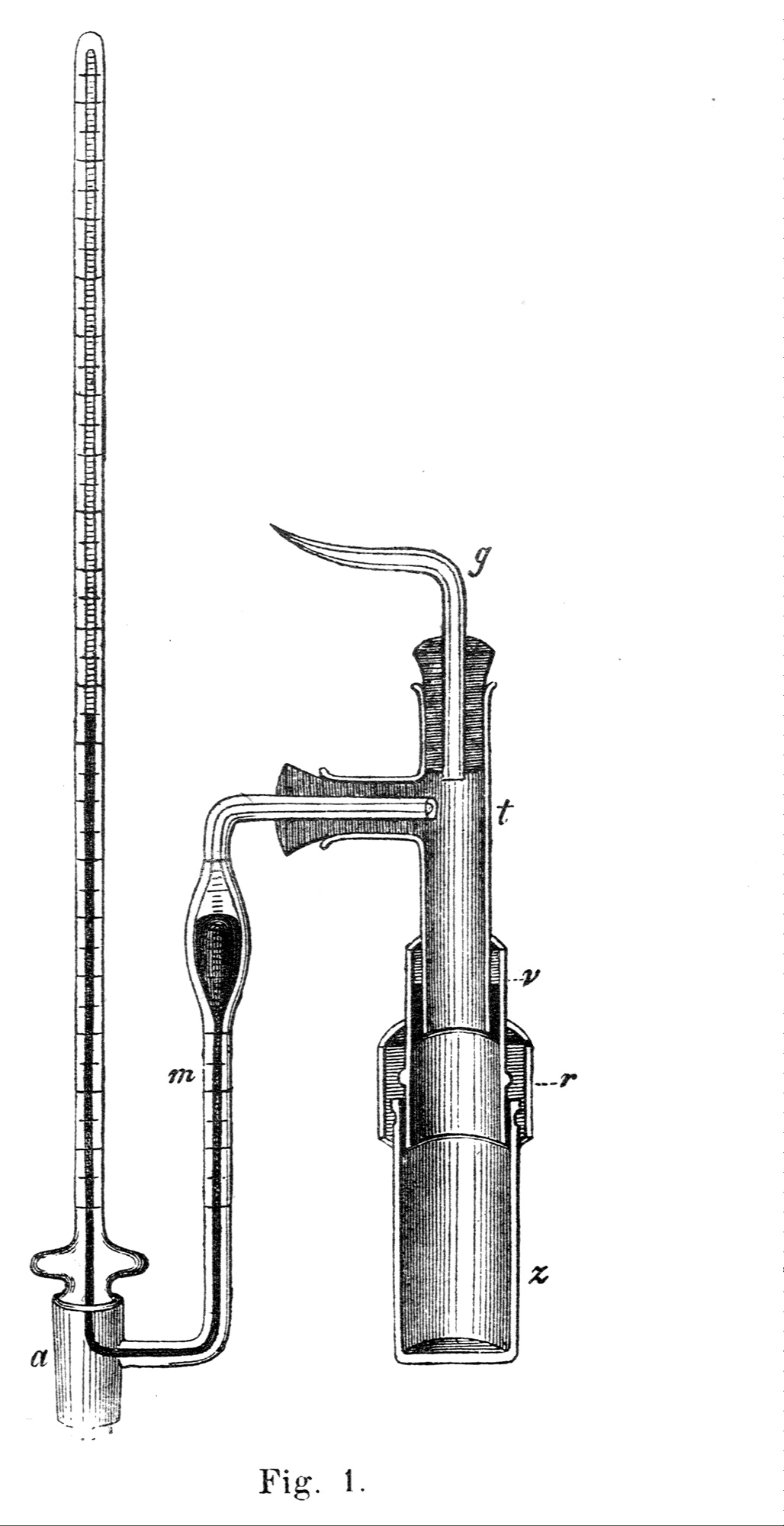
Pfeffersche Zelle als Analogon zu Pflanzenzellen: Fig. 1 aus Osmotische Untersuchungen: Studien zur Zellmechanik. Manometer (m), Thonzelle (z), ineinandergesetzte Glasstücke (v)(t), Glasring (r).

Bis ins 19. Jahrhundert hinein wurde der Wassertransport in Pflanzen, wie viele andere Prozesse in der belebten Natur, in der Tradition von Aristoteles’ De anima mit einer den Lebewesen eigenen Seele begründet. Grundlegend für das moderne Verständnis des Wassertransports in Pflanzen und für die Entwicklung des Begriffs des Wasserpotentials waren die Erkenntnisse zur Diffusion und Osmose in der zweiten Hälfte des 19. Jahrhunderts durch Adolf Fick, Moritz Traube, Hugo de Vries und Wilhelm Pfeffer (vgl. Pfeffersche Zelle). Pfeffer soll um 1900 bereits gelegentlich Potentialkonzepte verwendet haben. Nachdem klar wurde, dass der osmotische Druck alleine nicht ausreicht, um alle Transportvorgänge zu beschreiben, entstanden bis Mitte des 20. Jahrhunderts unterschiedliche, konkurrierende Begriffe (Saugkraft, Hydratur, …), mit denen versucht wurde, die relevanten Triebkräfte zusammenzufassen. Ab der Mitte des 20. Jahrhunderts hat sich im Zuge verbesserter Messverfahren der Begriff des Wasserpotentials als fundamentales Konzept etabliert.
Tang und Wang kritisierten 1941 die unscharfe und uneinheitliche Begriffsbildung und schlugen vor, den Wasserstatus von pflanzlichen und tierischen Zellen mit Begriffen der Thermodynamik, insbesondere dem chemischen Potential, zu beschreiben. Der Begriff des Wasserpotentials soll von Schofield geprägt worden sein. Diesen Begriff griff Owen 1952 auf, als er nachwies, dass Weizensamen auch unter extrem trockenen Bedingungen zur Wasseraufnahme und Keimung im Stande sind und dies zu erklären versuchte. Der Begriff des Wasserpotentials wurde schließlich von Slatyer und Taylor verbreitet:

“An alternative method of expression is in terms of the chemical potential of water, which is identical with the partial molal free energy. This procedure was adopted by Day (1942) who referred to it as ‘moisture potential.’ Schofield, cited by Owen (1952), suggested the term ‘water potential’ for the same function, and more recently the 1959 UNESCO conference on plant water relations in arid regions favourably considered a terminology based on an evaluation of this function.”

„Eine alternative Methode dies auszudrücken ist vom chemischen Potential von Wasser auszugehen, welches identisch mit der partiellen molalen Freien Energie ist. Diese Vorgehensweise wurde von Day (1942) benutzt, der sie als ‚Feuchtigkeitspotential‘ bezeichnete. Schofield, den Owen (1952) zitierte, schlug den Begriff ‚Wasserpotential‘ für dieselbe Funktion vor und erst kürzlich, 1959, hat sich die UNESCO-Konferenz zu Pflanzenwasserthemen in ariden Regionen für eine Terminologie basierend auf der Betrachtung dieser Funktion ausgesprochen.“

Allerdings verwendet Slatyer in diesem Artikel für das Wasserpotential noch die Größenart des chemischen Potentials und argumentiert gegen die Verwendung von der Größenart des Drucks.
Im Strasburger – Lehrbuch der Botanik wird das Wasserpotential erstmals in der 31. Auflage von 1978 verwendet. Bis einschließlich der 30. Auflage von 1971 wurde der ältere, weniger scharf definierte Begriff Saugkraft benutzt. Während die Definition des Wasserpotentials als das chemische Potential von Wasser bezogen auf sein Molvolumen in modernen Lehrbüchern üblich ist, kann dies in äquivalenter Weise auch verbal ausgehend von der Freien Enthalpie ausgedrückt werden (so beispielsweise bei Richter). Für die verschiedenen Teilpotentiale sind nach wie vor unterschiedliche Konventionen hinsichtlich der Notation im Gebrauch.

### Verwandte Begriffe in Nachbarwissenschaften
Die Begriffe Freie Enthalpie (gelegentlich auch Gibbs Potential genannt) und Chemisches Potential wurden in den 1870er Jahren von Josiah Willard Gibbs in der Thermodynamik eingeführt. Edgar Buckingham, der 1900 bereits ein Thermodynamik-Lehrbuch verfasst hatte, führte 1907 in seiner Arbeit Studies on the Movement of Soil Moisture verwandte Potentialkonzepte in der Bodenkunde ein, wobei er von einer Definition über zu leistende Arbeit ausging. Wassertransportprozesse im Boden, bei denen gelöste Stoffe ungehindert mit dem Wasser transportiert werden, werden heutzutage mit dem Hydraulischen Potential beschrieben, welches verglichen mit dem Wasserpotential das osmotische Potential außer Acht lässt.
Dass verwandte Potentiale in unterschiedlichen Wissenschaften auf unterschiedliche Größen bezogen und damit in unterschiedlichen Größenarten angegeben werden, hat sowohl historische wie auch praktische Gründe. In der chemischen Thermodynamik ist das Mol die natürliche Bezugsgröße, weshalb das chemische Potential in {\displaystyle \mathrm {J\,mol^{-1}} } gemessen wird. Für die Pflanzenphysiologie ist der Druck eine sinnvolle Größenart, weil in Pflanzenzellen die Druckkomponente (Turgor) einen beträchtlichen Beitrag zum Potential leistet und auch osmotische Eigenschaften traditionell als osmotische Drücke angegeben werden. Deshalb wird hier als Bezugsgröße das Volumen gewählt, was auf das Wasserpotential in Einheiten des Drucks ({\displaystyle \mathrm {Pa} }; veraltet auch {\displaystyle \mathrm {bar} }, {\displaystyle \mathrm {atm} }, {\displaystyle \mathrm {dyn\,cm^{-2}} } oder {\displaystyle \mathrm {mmHg} }) führt. In der Bodenkunde kommen verschiedene Bezugsgrößen zum Einsatz, wobei dort die Höhe einer Wassersäule ein besonders anschauliches Maß darstellt, welches unmittelbar mit Messungen im Wasserstandsrohr korrespondiert.